# La Cuadrilla, Zacatecas
La Cuadrilla är en ort i Mexiko.   Den ligger i kommunen Pinos och delstaten Zacatecas, i den centrala delen av landet, 400 km nordväst om huvudstaden Mexico City. La Cuadrilla ligger 2 533 meter över havet och antalet invånare är 282.
Terrängen runt La Cuadrilla är kuperad åt nordost, men åt sydväst är den platt. La Cuadrilla ligger uppe på en höjd. Runt La Cuadrilla är det ganska glesbefolkat, med 21 invånare per kvadratkilometer. Närmaste större samhälle är Pinos, 1,5 km söder om La Cuadrilla. Omgivningarna runt La Cuadrilla är i huvudsak ett öppet busklandskap.